# Pomona North (métro de Los Angeles)
 (2025).
Pomona North est une future station de métro américaine à Pomona, dans le comté de Los Angeles, en Californie. Futur terminus de la ligne A du métro de Los Angeles, elle doit ouvrir le 19 septembre 2025.